# Anal Cunt
Gli Anal Cunt sono stati un gruppo musicale grindcore statunitense. Vengono spesso menzionati con la sigla AC (o anche AxCx) a causa della natura offensiva del nome e in molti dei loro album le parole "Anal Cunt" vengono del tutto o in parte coperte. Per rendere riconoscibili i dischi del gruppo, le due lettere sono spesso disegnate in modo da farle assomigliare rispettivamente ad un ano e ad una vulva. Le tematiche principali dei testi degli Anal Cunt comprendono prevalentemente omofobia, misoginia, antisemitismo e odio in genere.

## Storia

### La fondazione della band
Gli Anal Cunt vengono formati il 1º marzo 1988 a Newton da Seth Putnam, ex membro degli Executioner e dei Satan's Warriors. Il nome Anal Cunt nasceva dall'intenzione di Seth Putnam di ottenere "il nome più offensivo, stupido e oltraggioso". Un errore comune è il ritenere che il nome della band derivi dalla canzone "Anal Cunt" di GG Allin: in realtà Allin scrisse la canzone anni dopo la nascita della band. Tuttavia più tardi nella loro carriera hanno reso omaggio a GG Allin con la registrazione di una versione di I'll Slice Your Fucking Throat (If You Fuck With Me) di GG Allin e i The Murder Junkies.
Nel 2005 Q Magazine ha incluso gli Anal Cunt nella lista "25 Band Names That Should Have Stayed On The Drawing Board (I 25 nomi di band che sarebbero dovuti rimanere sulla lavagna)". Il gruppo, che era stato inizialmente concepito come uno scherzo, e avrebbe dovuto registrare solo un demo e fare un solo show, è rimasto attivo fino al 2011, nonostante le numerose pause.
Originariamente, l'obiettivo della band era quello di produrre una forma di 'anti-musica', senza ritmo, battute, riffs, testi, titoli di canzoni: un approccio di questa teoria è dimostrato dal 5643 Song Ep. Gli Anal Cunt non sono stati la prima band creata da Seth Putnam: già nel 1980 Putnam aveva formato una noisecore band con suo cugino Michael, originariamente denominata Losers e più tardi rinominata Noise. La maggior parte di queste bande era però formata dallo stesso giro di persone, mentre per gli AC Putnam volle formare un nuovo gruppo con gente diversa.

### I primi anni
La band tenne la prima rappresentazione nel 1988 a casa della madre di Putnam, di fronte ad alcuni membri della famiglia, quali sua madre, i suoi due fratelli e la nonna, e ad alcuni amici di sua madre. Ci furono diversi altri piccoli show di seguito, in varie cantine e salotti, prima della loro prima esibizione pubblica in diretta sulla radio della Brandeis University; questa doveva costituire il primo e ultimo spettacolo, e Putnam aveva invitato il futuro membro Fred Ordonez, della band Shit Scum. Di conseguenza, venne organizzato per le due band (Anal Cunt e Shit Scum) un concerto congiunto, così Ordonez poté vedere la band di Putnam, e un ulteriore spettacolo venne organizzato per gli Shit Scum in un magazzino affittato. Il loro primo demo fu registrato su un 4-piste in aprile nella mansarda della casa della madre, ma non venne mai mixato.
Dopo pochi spettacoli, la band decise di tentare una tournée negli Stati Uniti, nel mese di agosto 1988, pochi giorni prima di stampare 47 Song Demo , successivamente ripubblicato su alcune compilation. Essi registrarono poi 88 Song EP, in seguito alla cui pubblicazione un certo numero di etichette mostrò interesse per la band; fra queste c'era la Earache Records, con la quale avrebbero successivamente firmato un contratto.
In seguito alla pubblicazione di ulteriore materiale, la Earache Records fece un'altra offerta alla band, questa volta per la licenza della pubblicazione di 5643 Song EP in Europa, e in seguito per gli altri mercati, ma le offerte per i lavori furono basse.
A questo punto la band stabilì di aver dato quanto poteva e decise di separasi, dopo aver pubblicato Another EP e completato il primo tour europeo. Questo tour si tenne in aprile, e da esso furono tratte numerose registrazioni, che figurano sulla compilation Fast Boston HC.
Putnam e Morse decisero di riformare gli Anal Cunt il 1º marzo 1991, 3 anni esatti dopo la fondazione. Dopo la riunione, decisero di cambiare il loro stile onde evitare ancora una volta di annoiarsi. Il chitarrista fu sostituito con uno nuovo: si pensava a Paul Kraynak, ma il posto venne invece preso da Fred Ordonez, un ex-pugile. Seguirono altre pubblicazioni, tra cui l'Unplugged EP, in cui Putnam finalmente decise di introdurre tematiche serie. Seth Putnam e Tim Morse provarono tutto ciò con una sessione di 6 brani, nel 1992, poco prima che Putnam venisse scritturato dalla thrashcore band Siege, ma ci volle un po' di tempo prima che il tutto prendesse forma.
Più tardi, nello stesso anno, gli Anal Cunt decisero di partire per un altro tour europeo. Nonostante Tim Morse si fosse tirato fuori all'ultimo minuto il tour proseguì, con la band in cerca di un batterista durante la tournée. I due batteristi che si presentarono alle audizioni non erano abbastanza rapidi per la band, così gli anal Cunt decisero di far suonare contemporaneamente la stessa batteria a entrambi; alla fine si decise però per il reclutamento di uno dei due batteristi, il più veloce. Questo tour mise fermamente in cattiva luce gli Anal Cunt in Europa, con la maggior parte dei concerti che vedono Putnam e Ordonez andare in mezzo alla folla, accoltellare persone e distruggere le attrezzature, a causa dello stato di ubriachezza di entrambi; inoltre il batterista dimostra di non conoscere le loro canzoni molto bene. Questo è stato anche il tour che ha visto l'adesione di Seth Putnam ai Fear Of God come batterista per un concerto, e (assieme a Ordonez) alla registrazione di uno split con i Seven Minutes Of Nausea.
Di ritorno negli Stati Uniti, gli Anal Cunt decisero di prendere un secondo chitarrista; la scelta ricadrà su John Kozik.

### Il periodo Earache
Sebbene la band avesse pubblicato un sacco di materiale, i loro album molto presto andarono fuori stampa e divennero difficili da trovare: il gruppo contattò quindi la Earache Records, che aveva già mostrato interesse per loro. Gli Anal Cunt volevano un'etichetta non solo per mantenere i loro materiali in magazzino, ma anche per finanziare i loro tour, dato che la band lavorava sostanzialmente in perdita. La Earache Records rispose loro chiedendo di ascoltare alcune novità, così la band entrò in un monolocale nel mese di settembre per registrare quello che sarebbe poi stato pubblicato su Relapse Records come Morbid Florist. Fred Ordonez venne brevemente buttato fuori dalla band, e in seguito reintrodotto poiché non si trovò un altro chitarrista.
Nel maggio del 1994 cominciarono le registrazioni del loro primo album ufficiale, Everyone Should Be Killed, che contiene una manciata di canzoni "reali" e molte tracce di puro rumore. Quest'anno vide anche l'arresto di Putman per aver colpito una donna con un microfono a San Francisco nel corso di un concerto, documentato sul 7" Breaking the Law EP.
Fred Ordonez venne definitivamente estromesso dalla band e brevemente sostituito da Paul Kraynak. Dopo qualche ricerca, gli Anal Cunt decisero di rimanere con uno solo chitarrista, John Kozik. In seguito alla pubblicazione di Everyone Should Be Killed nel 1994, la band tenne altri tour, uno in Europa e uno in America. Il tour europeo comprese tappe in Germania, Spagna e Austria, con i WBI e i Necrophiliacs come supporter; nel tour statunitense gli AC vennero supportati da Incantation, Morpheus Descends, Afterlife e Gutted.
Il cambiamento di genere, da un noisecore confusionario e infernale al fast-hardcore, iniziò nell'autunno dello stesso anno con la registrazione del loro album seguente Top 40 Hits, che conteneva il celebre singolo Stayin' Alive (Oi! Version). Uscito nel 1995, questo album è per metà noisecore e per metà hardcore.
Seguì un altro tour negli Stati Uniti e, in giugno, il primo in Giappone. Nella formazione si verificheranno cambiamenti, e John Kozik sarà sostituito da Scott Hull, ex-Pig Destroyer e Agoraphobic Nosebleed. Questa formazione pubblicò l'album 40 More Reasons To Hate Us. I testi di questo periodo sono ironici e spesso offensivi.
In un successivo tour di quindici giorni con gli Eyehategod Scott Hull venne sostituito da John Kozik. Dopo questo tour, la band arrivò di nuovo vicino alla rottura (per la seconda volta), ma si preferì modificare ancora la formazione. Tim Morse venne espulso dalla band, della quale Seth Putnam rimase quindi l'unico membro originale.
Il gruppo prese una pausa. L'unica cosa che registrò fu la canzone The World Still Won't Listen per un album tributo ai The Smiths, con Scott Hull alla chitarra e Seth Putnam alla batteria e voce. Durante questo periodo, Seth Putnam cantò nei cori di The Great Southern Trendkill dei Pantera, a New Orleans.
Seth Putnam tentò nuovamente di sciogliere la band (per la terza volta), ma alla fine assunse invece un nuovo chitarrista, Josh Martin. Martin era uno studente della New York University nel 1994/1995, periodo in cui gli Anal Cunt suonavano a New York piuttosto spesso, così diventarono buoni amici. In effetti, questa amicizia continuerà, tanto da unire Putnam e Martin per formare gli Adolf Satan e la band black metal acustico Impaled Northern Moonforest. Quest'ultima fu fondata dai due nel 1997 solo come scherzo privato e parodia del black metal norvegese, ma finì per suonare effettivamente ad alcuni concerti e pubblicare il vinile Impaled Northern Moonforest con la Menace to Sobriety Records. In seguito nacquero anche gruppi minori che si dedicarono seriamente al genere del "black metal acustico".
Martin, trasferitosi a Boston per conseguire la laurea, fu nominato da Putnam come nuovo chitarrista degli Anal Cunt. Seguì un altro tour, questa volta con Incantation e Mortician, con la successiva pubblicazione dell'album I Like It When You Die, registrato prima della tournée. Quest'album è essenzialmente una raccolta di insulti travestiti da canzoni e contiene brani classici, come ad esempio "You're gay" e "Technology's Gay", e ospitate come quella di Kyle Severn degli Incantation.
In seguito al tour Linehan lasciò la band, che ancora una volta si fermò a causa della mancanza di un componente. Così, Putnam e Martin registrarono alcuni brani per un omaggio ai Black Sabbath, In These Black Days Volume 1, e anche uno split con gli Eyehategod, dove Putnam suona la batteria. Pochi mesi più tardi, Putnam riuscì a riportare Nate Linehan nel gruppo. Dopo altri due tour, uno negli Stati Uniti con i Murder One e uno in Giappone, gli Anal Cunt registrarono il loro ultimo album per la Earache, It Just Gets Worse, pubblicato alla fine del loro tour europeo nel 1999 con i Flächenbrand. Questo è il più offensivo album della band, ed è stato oggetto di molte critiche: la casa discografica cambiò il titolo di alcune canzoni e censurò il testo di due brani.

### Gli anni 2000 e l'improvvisa morte di Seth Putnam
Pur avendo rescisso il contratto con l'etichetta, e avendo visto Nate Linehan andarsene di nuovo, gli AC decisero di continuare, ora con John Gillis alla batteria. Diedero alle stampe poche pubblicazioni, tra cui l'EP Defenders Of Hate. Ci fu anche un Defender Of della Hate tour nel 2001, in California e Texas, ma il gruppo emise un comunicato stampa che annunciava il completo scioglimento alla fine del dicembre 2001.
Nel mese di ottobre 2004 Seth Putnam è entrato in coma per quasi un mese a seguito di un'overdose dovuta, secondo il comunicato ufficiale, all'assunzione di sonniferi. Uscito dal coma, Putnam è rimasto paralizzato e ha riportato gravi danni ai nervi.
Gli Anal Cunt hanno pubblicato anche un album, Defenders of Hate, seguito da Picnic Of Love II e da Anal Cunt / Gay Bar, con materiale inedito di Putnam, Martin e Linehan su un lato e una registrazione di Seth Putnam in un bar gay dall'altro.
L'11 giugno 2011 Seth Putnam muore per un attacco cardiaco a 43 anni. La sua morte mette fine alla storia degli Anal Cunt.

## Lo stile
Lo stile degli Anal Cunt è cambiato numerose volte dal 1988: inizialmente orientato verso un noisecore, ha poi incorporato elementi di grindcore e hardcore. I brani dei primi anni spesso non duravano che una manciata di secondi; in seguito la durata media è aumentata fino ad arrivare tra i 40 secondi e il minuto.
Una tipica canzone degli Anal Cunt prevede chitarre distorte suonate alla rinfusa, oltre ad un abusato e incomprensibile uso di blast beat.

### Testi
Gli Anal Cunt furono spesso citati e criticati per le tematiche trattate nei testi, tra le quali misoginia, omofobia, antisemitismo e razzismo, anche se non tutte le canzoni prevedono testi simili.
Le loro canzoni non contennero testi fino all'album Morbid Florist, e solo nel disco 40 More Reasons To Hate Us i testi comparvero nella maggioranza delle tracce.
Molti di questi brani includevano insulti, sia generali che specifici su una persona.
Il loro album I Like It When You Die comprendeva vari insulti nelle canzoni, con varie formule ricorrenti per diversi titoli. Ad esempio, "X Is gay" (dove X è una persona, un luogo, una cosa, un'idea o un evento): "You're gay", "Technology's Gay", "Recycling is Gay", "Internet Is Gay", "Windchimes Are Gay" e anche "The Word 'Homophobic' Is Gay". Un'altra formula ricorrente è "You X", con esempi tra cui "You Own a Store", "You Live in a Houseboat", "You Are an Orphan", "You Go to Art School", e "You Keep a Diary". La band parodia anche se stessa con il brano "You (Fill In The Blank)".
Nell'album del 1999 It Just Gets Worse prevale invece l'idea dell'offesa intenzionale, enfatizzata con estremi esempi di razzismo e sessismo, argomenti visti come tabù. Si vedono quindi "You Were Pregnant So I Kicked You In the Stomach", "I Lit Your Baby On Fire" e "Women: Nature's Punching Bag".
I testi di due canzoni presenti in questo album furono censurati, e ad uno dei brani venne cambiato il nome da "Connor Clapton Committed Suicide Because His Father Sucks" a "Your Kid Committed Suicide Because You Suck", perché la casa discografica per cui lavoravano era britannica e sottostava a leggi sulla diffamazione molto severe.
È in questo album inoltre che la band comincia a scherzare sull'Olocausto ebraico, in numerose canzoni, tra cui "I Sent Concentration Camp Footage to America's Funniest Home Videos". Questo filone, che apparentemente glorifica Hitler e le sue azioni, continua sul loro successivo EP, con canzoni quali "Hitler Was a Sensitive Man", "Body by Auschwitz", "I Went Back in Time and Voted for Hitler" e "Ha Ha Holocaust". Un altro tema comune nei testi è l'insulto ad altre band, così come alla musica in generale.
A parte questo materiale offensivo, le altre canzoni sono per lo più confusionarie e scherzose. Queste includono la satira propinata in Picnic of Love, o le reinterpretazioni di canzoni completamente diverse dal loro stile tra cui "Stayin' Alive", "Escape (The Pina Colada Song)", "Theme From Three's Company", e "Hungry Hungry Hippos", così come la loro bizzarra esibizione di karaoke con la canzone "Abracadabra" della "Steve Miller Band", con il testo cambiato in "Sabbra-Sabbra-Cadabra".

### Le critiche
La band è stata spesso criticata perché la sua popolarità è basata unicamente sulla loro controversa scelta dei titoli e testi e non per capacità musicali. La loro popolarità è senza dubbio aumentata grazie alla pubblicazione di materiale di più tarda produzione, tanto offensivo quanto celebre tra i fan degli Anal Cunt. Questi spesso vengono menzionati quando si critica il movimento grindcore. Durante i concerti Putnam e soci aizzavano gli spettatori con un saluto nazista, episodio che ha attirato le critiche di molti gruppi e associazioni antirazziste.
È in corso una disputa, tra i critici della band, che vuole stabilire se effettivamente gli Anal Cunt prendono la propria musica sul serio. È evidente che la band sembra assaporare le critiche che riceve, e in un'intervista Seth Putnam ammise di aver inviato materiale a label, pur sapendo che lo odiavano, solo per ricevere cattive recensioni.

## Elementi che gli Anal Cunt hanno ridicolizzato
Gli Anal Cunt hanno stabilito un modello di criticare i vari personaggi famosi e band, compresi loro stessi.
Ecco un elenco di alcune delle loro principali vittime:
- Gli Anal Cunt per le canzoni "Everyone in Anal Cunt Is Dumb" e "I'm in Anal Cunt", e nel brano "You (Fill in the Blank)", dove chiamano se stessi "stupidi" ("dumb" in inglese).
- I 311 nella canzone "311 Sucks"
- I Brutal Truth nelle canzoni "The Word Homophobia Is Gay" e "BT / AC".
- I Bikini Kill nella canzone "I Sent a Thank You Card to the Guy Who Raped You"
- I Bolt Thrower nella canzone "Dead, Gay, and Dropped"
- Joe Bonni in "I Just Saw the Gayest Guy on Earth"
- I Cathedral nella canzone "Dead, Gay, and Dropped"
- Eric Clapton nella canzone "Your Kid Committed Suicide Because You Suck"
- Robert Smith, cantante dei The Cure nella canzone "Art Fag"
- I Dishwalla nel brano "You Went to See Dishwalla And Everclear (You're Gay)"
- I Discordance Axis nella canzone "Stealing Seth's Ideas' the New Book by Jon Chang"
- I The Dillinger Escape Plan nella canzone "Anyone Who Likes The Dillinger Escape Plan Is a Faggot"
- I Dropdead nella canzone "Locking Dropdead In McDonald's"
- Eazy-E nella canzone "Easy E. Got A.I.D.S. from F. Mercury"
- Gli Everclear nel brano "You Went to See Dishwalla And Everclear (You're Gay)"
- Gli Extreme Noise Terror nella canzone "Extreme Noise Terror Is Afraid of Us". Questa canzone è stata scritta dopo che gli Extreme Noise Terror avevano iniziato un tour e anche perché erano anarchici.
- Gli ebrei nelle canzoni "Valujet","Hitler Was A Sensitive Man" e "I Went Back In Time And Voted For Hitler".
- Gli Hatebreed, specialmente Jamey Jasta) nel brano "You Converted to Judaism So a Guy Would Touch Your Dick".
- Gli Hootie and the Blowfish nella canzone "Hootie and the Blowfish"
- Gli omosessuali in "The Word Homophobia Is Gay", "You're Gay", "You Robbed a Sperm Bank Because You're a Cum Guzzling Fag" e in molte altre.
- Gli Incantation (anche se, forse per scherzo, il batterista degli Incantation Kyle Severn suona nella canzone "Kyle from Incantation has a Mustache")
- I Korn nel brano "You Rollerblading Faggot"
- I Limp Bizkit, specialmente Fred Durst, nella canzone "Limp Bizkit Think They're Black, but They're Just Gay"
- I Living Colour nella canzone "Living Colour Is My Favorite Black Metal Band"
- George Lynch, dei Dokken, nella canzone "Your Cousin Is George Lynch"
- Chris Barnes, cantante e fondatore dei Cannibal Corpse e dei Six Feet Under, nella canzone "Chris Barnes Is a Pussy"
- Marilyn Manson nel brano "You Robbed a Sperm Bank Because You're a Cum Guzzling Fag"
- Freddie Mercury, cantante dei Queen, nella canzone "Easy E. Got A.I.D.S. from F. Mercury"
- I Napalm Death nei brani "Dead, Gay and Dropped" e "A Conversation With Howard Wulkan"
- Il tenore Luciano Pavarotti nella canzone "Pavorotti" (sic)
- I Pearl Jam nella canzone "I Noticed That You're Gay'"
- I Pottery in "Pottery's Gay"
- Artimus Pyle, ex dei Lynyrd Skynyrd, nella canzone "I Gave NAMBLA Pictures Of Your Kid"
- I Rancid e i Clash nella canzone "Rancid Sucks and the Clash Sucked Too"
- Gene Simmons, bassista dei Kiss nella canzone "Hebosaurus" e su un ulteriore Bonus Track
- I Supertramp nella canzone "Your Favorite Band Is Supertramp"
- I Toxic Narcotic nelle canzoni "Everyone In Allston Should Be Killed" and "I Just Saw the Gayest Guy on Earth"
- Gli Ultraviolence nella canzone "Johnny Violent Getting His Ass Kicked By Morrisey"
- I Village People, anche se Seth dichiara che erano una delle sue band preferite
- I Windchimes in "Windchimes Are Gay".
- Le donne nelle canzoni "Women: Nature's Punching Bag", "I Became A Counselor So I could Tell Rape Victims They Asked for It", "Kill Women" e molte altre.
- Chuck Norris nella canzone "Walker, Texas Corpse".

## Membri del gruppo

### Membri
- Seth Putnam - voce, chitarra (1988 - 2011)
- Josh Martin - chitarra (1996-2001, 2006 - 2011)
- Tim Morse - batteria (1988–1996, 2008–2011)

## Membri precedenti

### Chitarra
- Mike Mahan (1988-1990, 2008)
- Fred Ordonez (1991-1992, 1992-1993)
- John Kozik (1992-1995, 2003-2006)
- Paul Kraynak (1993)
- Scott Hull (1995)

### Batteria
- Nate Linehan (1996-1999, 2003-2004, 2006-2007)
- John Gillis (1999-2001, 2004-2006)

## Discografia

### Album in studio
- Everyone Should Be Killed (1994)
- Top 40 Hits (1995)
- 40 More Reasons to Hate Us (1996)
- I Like It When You Die (1997)
- Picnic of Love (1998)
- It Just Gets Worse (1999)
- 110 Song CD (2008)
- Fuckin' A (2011)

### EP
- 88 Song EP (1989)
- 5643 Song EP (1989)
- Another EP (1991)
- Live (1991)
- Unplugged (1991)
- Breaking the Law (1993)
- Stayin' Alive (Oi! Version) (1995)
- Defenders Of The Hate (2001)

### Raccolte
- Greatest Hits Volume One (1991)
- Apocalyptic Convulsions (1992)
- Old Stuff, Part Two (1994)
- The Early Years: 1988 - 1991 (2000)
- Very Rare Rehearsal From February 1989 (2002)

### Split EP
- We'll Just Have to Acclimatize Ourselves to the Post-nuclear Area (1989)
- Another Split EP (1991)
- Split with Psycho (1991)
- In These Black Days: A Tribute to Black Sabbath Vol. 1 (1997) – Split with EyeHateGod
- Live In N.Y.C. Split with Insult (1999)
- Split with The Raunchous Brothers (2000)
- Split with Flächenbrand (2001)

### Apparizioni in compilation
| Year | Compilation                                                        | Label                      | Song(s)                                                                                                   | Album                                                            |
| ---- | ------------------------------------------------------------------ | -------------------------- | --- | ---------------------------------------------------------------- |
| 1991 | Bllleeeaaauuurrrrgghhh! – The Record                               | Slap A Ham Records         | Senza Titolo                                                                                              | Another E.P.                                                     |
| 1992 | Apocalyptic Convulsions                                            | Ax/ction Records           | Senza Titolo                                                                                              | Precedentemente inedita                                          |
| 1992 | Masters of Noise                                                   | S.O.A. Records             | Senza Titolo                                                                                              | Precedentemente inedita                                          |
| 1993 | Corporate Death                                                    | Relapse Records            | "Radio Hit" "Chump Change" "Unbelievable"                                                                 | Morbid Florist                                                   |
| 1994 | Thora-Zine #5                                                      | Thora-Zine                 | "Some Songs" "I'm Wicked Underground"                                                                     | Everyone Should Be Killed                                        |
| 1994 | Earache New Release Sampler                                        | Earache Records            | "Song #8"                                                                                                 | Everyone Should Be Killed                                        |
| 1995 | Ham 'N Eggs                                                        | Earache Records            | "Pepe, The Gay Waiter"                                                                                    | Top 40 Hits                                                      |
| 1995 | Heavy Hardcore Headroom                                            |                            | "Trapped" "You're a Fucking Cunt"                                                                         | 40 More Reasons to Hate Us                                       |
| 1996 | The World Still Won't Listen: A Tribute To The Smiths              | Too Damn Hype Records      | "You're Gonna Need Someone on Your Side"                                                                  | Cover precedentemente inedita degli Smiths                       |
| 1997 | Punk Uprisings Vol. 2                                              | Go Kart Records            | "I Got an Office Job with the Sole Purpose of Harassing Women"                                            | It Just Gets Worse                                               |
| 1997 | Masters of Misery: A Tribute to Black Sabbath                      | Earache Records            | "Killing Yourself to Live"                                                                                | Anal Cunt/Eyehategod split                                       |
| 1997 | Earplugged 2                                                       | Earache Records            | "Technology's Gay"                                                                                        | I Like It When You Die                                           |
| 1997 | Deadly Encounters                                                  | Agitate 96 Records         | "Newest H.C. Songs #3 and #4"                                                                             | Top 40 Hits                                                      |
| 1997 | Chord Magazine CD 11                                               | Too Damn Hype Records      | "311 Sucks" "Hungry Hungry Hippos" "No We Don't Want to do a Split 7" with your Stupid Fucking Band"      | I Like It When You Die                                           |
| 1998 | Solid: Strip Mining the Underground Since 1990                     | Relapse Records            | "Radio Hit"                                                                                               | Morbid Florist                                                   |
| 1998 | Up The Dosage                                                      | Wonder Drug Records        | "I Sold Your Dog to a Chinese Restaurant"                                                                 | It Just Gets Worse                                               |
| 1998 | What Were We Fighting For? A Dead Kennedys Tribute                 | Know Records               | "Religious Vomit"                                                                                         | Previously unreleased Dead Kennedys cover                        |
| 1999 | Boston Drops the Gloves: A Tribute to Slapshot                     | TKO Records                | "Olde Time Hardcore"                                                                                      | Previously unreleased Slapshot cover                             |
| 1999 | Everyone Wants to be Like Jed: A Tribute to Jed Davis              | J Bird Records             | "I Hate Jed Davis, He Sucks and He's Gay"                                                                 | Previously unreleased Jed Davis cover (based on the song "Grub") |
| 2000 | Contaminated 3.0                                                   | Relapse Records            | "Radio Hit"                                                                                               | Morbid Florist                                                   |
| 2000 | Immortalised: 1986-2000                                            | Earache Records            | "You're A Fucking Cunt"                                                                                   | 40 More Reasons to Hate Us                                       |
| 2000 | We're Not the Meatmen, But We Still Suck: A Tribute to the Meatmen | Crazy Bastard Records      | "I'm Glad I'm Not a Girl"                                                                                 | Previously unreleased Meatmen cover                              |
| 2000 | NG Records CD Sampler                                              | NG Records                 | Untitled songs                                                                                            | Another Split E.P.                                               |
| 2000 | Panther: A Tribute to Pantera                                      | Eclipse Records            | "The Great Southern Trendkill"                                                                            | Previously unreleased Pantera cover                              |
| 2000 | Thrash of the Titans                                               | Know Records               | "Beating up Hippies for their Drugs at a Phish Concert" "Fred Shitbreath" "You Quit Doing Heroin (Pussy)" | Previously unreleased tracks                                     |
| 2001 | Fudgeworthy Records Compilation                                    | Fudgeworthy Records        | Untitled songs                                                                                            | Another Split E.P.                                               |
| 2002 | 2 Turds and a Golfball                                             | Hollow Bunny Records       | "2 Turds and a Golfball"                                                                                  | Previously unreleased                                            |
| 2003 | Bllleeeeaaauuurrrrgghhh! – The CD                                  | Goatsucker Records         | Untitled songs                                                                                            | Another E.P.                                                     |
| 2004 | 13 Bands Who Think You're Gay                                      | Menace to Sobriety Records | "Ha Ha Holocaust" "We're Not 'In Da House' You Fucking Wigger"                                            | Previously unreleased tracks                                     |